# Maitotoxina
La maitotoxina (o MTX) es una toxina extremadamente potente producida por Gambierdiscus toxicus, una especie de dinoflagelado. La maitotoxina es tan potente que se ha demostrado que una inyección intraperitoneal de 130 ng/kg fue letal en ratones. La maitotoxina recibió su nombre del pez ciguatérico Ctenochaetus striatus, llamado 'maito' en Tahití, del cual se aisló la maitotoxina por primera vez. Más tarde se demostró que la maitotoxina en realidad es producida por el dinoflagelado G. toxicus.

## Mecanismo de toxicidad
La maitotoxina activa los canales de calcio extracelulares, lo que lleva a un aumento en los niveles de iones Ca2+ citosólicos. Se desconoce el objetivo molecular exacto de la maitotoxina, pero se ha sugerido que la maitotoxina se une a la Ca2+ ATPasa (PMCA) de la membrana plasmática y la convierte en un canal iónico, similar a cómo la palitoxina convierte la Na+/K+-ATPasa en un canal iónico. En última instancia, se activa una cascada de necroptosis, lo que da como resultado la formación de ampollas en la membrana y, finalmente, la lisis celular. La maitotoxina puede activar indirectamente las proteasas calpaína-1 y calpaína-2 que se unen al calcio, lo que contribuye a la necrosis. La toxicidad de la maitotoxina en ratones es la más alta para las toxinas no proteicas: la DL50 es de 50 ng/kg.

## Estructura molecular
La molécula en sí es un sistema de 32 anillos fusionados. Se asemeja a grandes cadenas de ácidos grasos y se destaca porque es una de las moléculas no proteicas y no polisacáridas más grandes y complejas producidas por cualquier organismo. La maitotoxina incluye 32 anillos de éter, 22 grupos metilo, 28 grupos hidroxilo y 2 ésteres de ácido sulfúrico y tiene una estructura anfipática. Su estructura se estableció a través del análisis utilizando resonancia magnética nuclear en la Universidad de Tohoku, la Universidad de Harvard y la Universidad de Tokio en combinación con espectrometría de masas y métodos químicos sintéticos. Sin embargo, Andrew Gallimore y Jonathan Spencer han cuestionado la estructura de la maitotoxina en una sola unión anular (la unión J-K), basándose únicamente en consideraciones biosintéticas y su modelo general para la biogénesis del poliéter marino. K. C. Nicolaou y Michael Frederick argumentan que a pesar de este argumento biosintético, la estructura propuesta originalmente aún podría ser correcta. La controversia todavía [necesita actualización] no se ha resuelto.

## Biosíntesis
La molécula se produce en la naturaleza a través de una vía de policétido sintasa.

## Síntesis total
Desde 1996, el grupo de investigación de Nicolaou está involucrado en un esfuerzo por sintetizar la molécula a través de la síntesis total aunque el proyecto está actualmente en espera debido a la falta de financiación.